# 국민급진기지 팔랑가
국민급진기지 팔랑가(폴란드어: Ruch Narodowo Radykalny-Falanga 루흐 나로도보 라디칼니-팔랑가[*])는 폴란드의 군소 극우정당으로, 1934년 국민급진기지가 분당되면서 만들어진 후계 정당 중 하나였다. 분당된 나머지 세력은 국민급진기지 ABC를 이루었다.
지도자는 볼레스와프 피아세츠키로, 에스파냐의 팔랑헤주의에 영감을 받은 "가톨릭 전체주의"를 주장했다. 자본주의를 혹독히 비판하고, 폴란드 유대인들의 시민권 박탈을 주장했으며, 유제프 피우수트스키 정권의 반대파 전위를 자처했다. 일반적으로 파시즘 집단으로 평가된다.
주로 대학가를 기반으로 했으며, 비록 수는 적었으나 유대인 학생이나 사업가, 좌익 활동가에 대한 테러를 벌였다.
유럽의 다른 파시스트 정당들이 하는 것과 같은 행진대회를 1934년과 1937년에 시도했으나 모두 경찰에 의해 신속히 와해되었다.
RNR-F는 폴란드 자생 파시즘 정당으로서 독일의 폴란드 침공에 폴란드 국민주의적 견지로서 반대했고, 폴란드 지하국가에 가담해 대독 항쟁에 참여했다. 1945년 폴란드에 공산당 괴뢰정권이 세워지자 피아세츠키는 NKVD의 가톨릭 사제 포섭조직인 PAX 협회의 간부를 맡았다.